# Fazenda Boa Vista (Andrelândia)
A Fazenda Boa Vista é uma fazenda do século XIX e está localizada no município de Andrelândia (antiga cidade Turvo), no estado de Minas Gerais.

## História
A Fazenda Boa Vista pertenceu ao Capitão Manoel Teodoro Pereira, que era casado com a filha do Barão de Cajuru, Maria Brazilina da Conceição, desde 1844.
Capitão Manoel Pereira também foi proprietário da Fazenda São Miguel (onde há resquícios de atividades de extração de ouro) e foi um grande produtor rural do século XIX. Também foi juiz de paz durante a época em que Andrelândia era conhecida como freguesia e distrito de Turvo e estava vinculada ao município de Ayuruoca.
Após sua morte, a fazenda foi herdada por seu filho Major Inácio Pereira de Carvalho.
No final do século XX, pertenceu à Vicente Guimarães que a utilizou para a criação de gado. No início do século XXI,  Vicente Guimarães ainda residia na fazenda, porém por já estar com cerca de noventa anos, passou a sua administração para seus herdeiros.